# Craig Connell
Craig Connell (Brisbane, 16 maggio 1968) è un pilota motociclistico australiano ritiratosi dall'attività agonistica.

## Carriera
La sua avventura nelle competizioni del motomondiale ha avuto inizio nella stagione 1994 grazie ad una wild card che gli ha permesso di partecipare al GP d'Australia nella classe 250 e alla guida di una Honda.
Stessa possibilità gli è stata offerta anche nei due anni successivi, sempre nella stessa classe ma stavolta in sella ad una Yamaha.
Solo nel motomondiale 1998 ha avuto l'occasione di cimentarsi in classe 500 in tre occasioni, con una Honda NSR 500 V2 del team Shell Advance Racing, senza però raccogliere punti validi per la classifica iridata.
Ha anche partecipato ad alcune edizioni del campionato mondiale Superbike nelle stagioni dal 1996 al 1999, sempre in occasione del gran premio di casa.

## Risultati in gara

### Motomondiale
| 1994 | Classe | Moto  |    |  |  |  |  |  |  |  |  |  |  |  |  |  |  | Punti | Pos. |
| ---- | ------ | ----- | -- |  |  |  |  |  |  |  |  |  |  |  |  |  |  | ----- | ---- |
| 1994 | 250    | Honda | 11 |  |  |  |  |  |  |  |  |  |  |  |  |  |  | 5     | 28º  |

| 1995 | Classe | Moto   |     |  |  |  |  |  |  |  |  |  |  |  |  |  |  | Punti | Pos. |
| ---- | ------ | ------ | --- |  |  |  |  |  |  |  |  |  |  |  |  |  |  | ----- | ---- |
| 1995 | 250    | Yamaha | Rit |  |  |  |  |  |  |  |  |  |  |  |  |  |  | 0     |      |

| 1996 | Classe | Moto   |  |  |  |  |  |  |  |  |  |  |  |  |  |  |     | Punti | Pos. |
| ---- | ------ | ------ |  |  |  |  |  |  |  |  |  |  |  |  |  |  | --- | ----- | ---- |
| 1996 | 250    | Yamaha |  |  |  |  |  |  |  |  |  |  |  |  |  |  | Rit | 0     |      |

| 1998 | Classe | Moto  |  |  |  |  |  |  |  |  |  |  |  |     |     |    |  | Punti | Pos. |
| ---- | ------ | ----- |  |  |  |  |  |  |  |  |  |  |  | --- | --- | -- |  | ----- | ---- |
| 1998 | 500    | Honda |  |  |  |  |  |  |  |  |  |  |  | Rit | Rit | 19 |  | 0     |      |

| Legenda | 1º posto        | 2º posto            | 3º posto            | A punti      | Senza punti        | Grassetto – Pole position Corsivo – Giro più veloce |
| Legenda | Gara non valida | Non qual./Non part. | Ritirato/Non class. | Squalificato | '-' Dato non disp. | Grassetto – Pole position Corsivo – Giro più veloce |

### Campionato mondiale Superbike
| 1996 | Moto   |  |  |  |  |  |  |  |  |  |  |  |  |  |  |  |  |  |  |  |  |  |  |    |    |  |  | Punti | Pos. |
| ---- | ------ |  |  |  |  |  |  |  |  |  |  |  |  |  |  |  |  |  |  |  |  |  |  | -- | -- |  |  | ----- | ---- |
| 1996 | Ducati |  |  |  |  |  |  |  |  |  |  |  |  |  |  |  |  |  |  |  |  |  |  | 18 | 13 |  |  | 3     | 47º  |

| 1997 | Moto   |    |    |  |  |  |  |  |  |  |  |  |  |  |  |  |  |  |  |  |  |  |  |  |  |  |  | Punti | Pos. |
| ---- | ------ | -- | -- |  |  |  |  |  |  |  |  |  |  |  |  |  |  |  |  |  |  |  |  |  |  |  |  | ----- | ---- |
| 1997 | Ducati | NV | NV |  |  |  |  |  |  |  |  |  |  |  |  |  |  |  |  |  |  |  |  |  |  |  |  | 0     |      |

| 1998 | Moto   |     |    |  |  |  |  |  |  |  |  |  |  |  |  |  |  |  |  |  |  |  |  |  |  |  |  | Punti | Pos. |
| ---- | ------ | --- | -- |  |  |  |  |  |  |  |  |  |  |  |  |  |  |  |  |  |  |  |  |  |  |  |  | ----- | ---- |
| 1998 | Ducati | Rit | 14 |  |  |  |  |  |  |  |  |  |  |  |  |  |  |  |  |  |  |  |  |  |  |  |  | 2     | 47º  |

| 1999 | Moto   |  |  |   |   |  |  |  |  |  |  |  |  |  |  |  |  |  |  |  |  |  |  |  |  |  |  | Punti | Pos. |
| ---- | ------ |  |  | - | - |  |  |  |  |  |  |  |  |  |  |  |  |  |  |  |  |  |  |  |  |  |  | ----- | ---- |
| 1999 | Ducati |  |  | 8 | 9 |  |  |  |  |  |  |  |  |  |  |  |  |  |  |  |  |  |  |  |  |  |  | 15    | 34º  |

| Legenda | 1º posto        | 2º posto            | 3º posto           | A punti      | Senza punti        | Grassetto – Pole position Corsivo – Giro più veloce |
| Legenda | Gara non valida | Non qual./Non part. | Ritirato/Non class | Squalificato | '-' Dato non disp. | Grassetto – Pole position Corsivo – Giro più veloce |